# Trichostomum aristatulum
Trichostomum aristatulum là một loài Rêu trong họ Pottiaceae. Loài này được (Broth.) Hilp. ex P.C. Chen miêu tả khoa học đầu tiên năm 1941.